# Canale anale

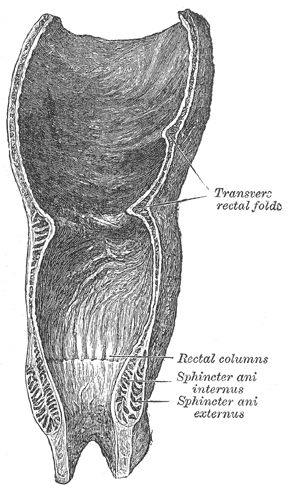
Il canale anale

Il canale anale, o retto perineale, è la parte anatomica che comprende la zona finale dell'intestino crasso, delimitata dall'ampolla rettale e dall'ano.

## Anatomia
Il canale anale degli esseri umani si divide in due parti, la superiore e l'inferiore o anatomico (2 cm) e chirurgico (4 cm), o fisiologico ed embriologico. In ogni caso a delimitare le due parti è la zona chiamata linea dentata. In particolare, il canale anatomico si estende dal margine anale fino alla linea dentata o linea pectinea (zona di passaggio dall'epitelio squamoso pluristratificato all'epitelio cilindrico monostratificato), mentre il canale anale chirurgico, più lungo di 1-2 centimetri, si estende dal margine anale fino alla linea immaginaria passante per l'apice delle colonne di Morgagni. 

### Muscoli
I muscoli che circondano il canale anale ne delimitano anche i confini: la parte chirurgica inizia con l'incrocio dei muscoli puborettali, mentre la parte anatomica viene separata da due linee, quella chiamata linea dentata e quella ano-cutanea.
L'apparato sfinteriale è costituito dai seguenti muscoli:
1. il prolungamento dello sfintere striato longitudinale esterno
2. il muscolo elevatore dell'ano
3. il muscolo puborettale
4. lo sfintere superficiale sottocutaneo

Il pavimento pelvico è costituito dai seguenti muscoli:
1. Puborettale
2. Pubococcigeo
3. Elevatore dell'ano (Ileo - ischio coccigeo)

Questo importante apparato assicura la continenza. In particolare è la contrazione del muscolo puborettale che è in antitesi con la contrazione dell'elevatore dell'ano che assicura la tenuta.
Alterazioni di questo delicato equilibrio possono portare ad incapacità di rilassare il muscolo puborettale e portare a stipsi cronica.
Il mesoretto è un insieme di più fasce che contribuiscono a mantenere la posizione elevata del retto per impedirne il prolasso. In particolare è importante la fascia retto-sacrale che unisce il retto alla fascia sacrale.

### Mucosa
La mucosa è costituita da tre epiteli differenti (dai quali originano tre tipi di neoplasie): mucosa rettale, epitelio squamoso, ed epitelio di transizione a livello della linea dentata. Questa è una zona complessa dal punto di vista fisiopatologico.
A questo livello si trova anche il plesso emorroidario che è prospiciente alla zona di transizione.

### Nervi
Il sistema simpatico e parasimpatico regola la funzione del canale anale, mentre per quanto riguarda la parte sensitiva è il sistema nervoso cerebrospinale ad occuparsene.

### Vasi sanguigni

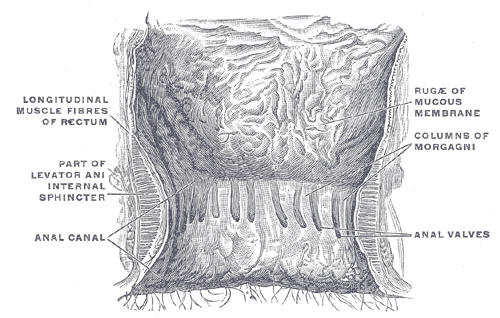
Le colonne di Morgagni all'interno del canale anale

Le vene emorroidali passano attraverso il canale, mentre per quanto riguarda il flusso linfatico cambia a livello della linea dentata. 
La vascolarizzazione è assicurata da tre arterie
1. arteria rettale superiore (mesenterica inferiore)
2. arteria ipogastrica
3. arteria emorroidaria inferiore (pudenda)

La circolazione venosa è affidata al plesso emorroidario che deve essere distensibile per permettere il passaggio del bolo fecale.

### Spazi perirettali
Gli spazi perirettali sono numerosi ed importanti in relazione allo sviluppo di patologie ascessuali e fistole:
1. spazio sopraelevatore
2. spazio retrorettale
3. spazio superficiale post anale
4. spazio pelvi-rettale
5. spazio ischio-rettale
6. spazio ischio-anale
7. spazio post anale anteriore
8. spazi intersfinterici

## Patologie

### Sintomi
Oltre alle forme comuni di dolore, prurito e perdita di pus il canale anale può essere interessato ad altri sintomi più specifici quali:
- Rettorragia, emorragia dell'ano
- Mucorrea
- Stipsi
- Diarrea
- Incontinenza anale

### Esami diagnostici
Per la diagnosi delle patologie anorettali è necessario innanzitutto procedere con un adeguato iter diagnostico. Una buona anamnesi ed esame obiettivo, infatti, sono di vitale importanza per l'inquadramento e la risoluzione di queste malattie.
Oltre ai normali esami come la risonanza magnetica, esistono esami particolari che riguardano il canale anale:
- Anoscopia
- Rettosigmoidoscopia
- Ecografia endoanale
- Ecografia perineale
- Fistologia
- Defecografia o cinedefecografia, e la sua forma più evoluta la risonanza magnetica pelvica dinamica

### Tumori
Il tumore più diffuso è il carcinoma epidermoide. 